# Gerry Carr
Gerry Carr (eigentlich Gerald Anthony Carr; * 1. Februar 1936 in London; † 3. November 2019 in British Columbia, Kanada) war ein britischer Diskuswerfer.
Bei den Olympischen Spielen 1956 in Melbourne wurde er Zehnter.
1958 gewann er für England startend Bronze bei den British Empire and Commonwealth Games in Cardiff und wurde Elfter bei den Leichtathletik-Europameisterschaften in Stockholm.
Seine persönliche Bestleistung von 57,00 m stellte er am 17. Juli 1965 in Long Beach auf.